# Hellhammer (groupe)
Hellhammer est un groupe suisse de metal extrême, originaire de Nürensdorf, à Zurich. Actif entre 1981 et 1984, le groupe est considéré comme l'un des pionniers du black metal, et l'un des fondateurs du death metal. En juin 1984, Hellhammer cesse d'exister, et change de nom pour Celtic Frost à l'initiative de deux de ses membres.

## Biographie
Le groupe est formé en 1981 à Nürensdorf, à Zurich, initialement sous le nom de Hammerhead, par Tom Warrior et Steve Warrior après la séparation de leur précédent groupe, Grave Hill. Le groupe est considéré comme un pionnier du metal extrême, en particulier du black metal, aux côtés de Venom ou Bathory.
Après le départ de Stratton et l'arrivée du batteur Jörg Neubart (alias Bruce Day) en automne 1982, Hellhammer tente de trouver des espaces de répétitions, impossible à cause de prix de location trop élevés ou d'impossibilité pour les membres de se présenter ensemble. En juin 1983, le groupe enregistre sa première cassette démo Triumph of Death, pour 70 $. Bien que gêné par le résultat, Hellhammer envoie leur démo à plusieurs magazines spécialisés dans le heavy metal, comme le Metal Forces au Royaume-Uni ; l'accueil leur est finalement favorable. Bien que rejetés par les labels auxquels ils ont envoyé leur démo, le groupe attire finalement l'intérêt de Noise Records.
Steve Warrior est remplacé par l'ancien bassiste de Schizo, Martin Eric Ain, un changement sérieux qui marque une transformation radicale des paroles et du style musical du groupe. Le 31 mai 1984, Hellhammer se sépare, et change de nom pour Celtic Frost en juin la même année.
La décennie suivante, Noise Records publie une nouvelle version du premier album de Hellhammer, intitulée Apocalyptic Raids 1990 A.D. Cette réédition contient deux chansons supplémentaires issues de la compilation Death Metal. Plus tard, Tom Fischer publie un ouvrage intitulé Only Death Is Real : An Illustrated History of Hellhammer and early Celtic Frost 1981-1985, qui documente les débuts du groupe.

## Postérité
Les morceaux de Hellhammer ont fait l'objet de reprises par des groupes notables tels que Napalm Death, Sepultura, Samael, Incantation, Slaughter, Behemoth, et Gallhammer.

## Membres

### Derniers membres
- Thomas Gabriel Fischer – chant, guitare (1982-1984)
- Bruce Day – batterie  (1982-1984)
- Martin Eric Ain – basse (1983-1984)

### Anciens membres
- Vince « Dei Infernal » Caretti – guitare (1984)
- Mike « Grim Decapitator » Owens – basse (1983)
- Steve « Evoked Damnator » Priestly – basse, batterie (1983)
- Steve « Savage Damage » Warrior – basse, chant (1982-1983)
- Pete Stratton – batterie (1984)

## Discographie

### Singles, EP et maxis
- 1983 : Death Fiend (démo)
- 1983 : Triumph of Death (démo)
- 1983 : Satanic Ritese (démo)
- 1984 : Apocalyptic Raids (EP)
- 1984 : Death metal (split EP avec Helloween, Running Wild et Dark Avenger)

### Compilations
- 1990 : Apocalyptic Raids 1990 A.D.
- 2008 : Demon Entrails